# Proechimys longicaudatus
Proechimys longicaudatus é uma espécie de roedor da família Echimyidae.
Pode ser encontrada na Bolívia, Paraguai, e Brasil.